# Brosot
Brosot is een bestuurslaag in het regentschap Kulon Progo van de provincie Jogjakarta, Indonesië. Brosot telt 4390 inwoners (volkstelling 2010).